# Provinsen Slesvig-Holsten
Provinsen Slesvig-Holsten (tysk: Provinz Schleswig-Holstein) var en provins af Kongeriget Preussen og Fristaten Preussen fra 1868 til 1946. Den blev skabt ud fra hertugdømmerne Slesvig og Holsten, der var blevet erobret af Preussen og Kejserriget Østrig fra Danmark i 2. Slesvigske Krig i 1864. Efter den Preussisk-østrigske krig i 1866, der endte med en østrigsk nederlag, blev Slesvig og Holsten annekteret af Preussen. Provinsen blev oprettet i 1868 og inkluderede også Sachsen-Lauenburg.
Efter det tyske kejserriges nederlag i 1. verdenskrig organiserede de allierede to folkeafstemninger i det nordlige, henholdsvis det mellemste Slesvig den 10. februar og den 14. marts 1920. I Nordslesvig stemte 75% for en genforening med Danmark og 25% for at forblive en del af Tyskland. I Mellemslesvig var situationen lige omvendt med 80% af stemmerne for at forblive en del af Tyskland og kun 20% for Danmark. Der blev aldrig afholdt folkeafstemning i den sydlige tredjedel af Slesvig.
15. juni 1920 blev Nordslesvig officielt genforenet med Danmark. Resten af Slesvig forblev en del af Slesvig-Holsten, som nu var en provins af Fristaten Preussen.
Med Storhamborg-loven i 1937 blev Rigsstaden Lübeck indlemmet i provinsen, mens bydistrikterne Altona og Wandsbek blev indlemmet i Hansestadt Hamborg.
Efter 2. verdenskrig blev Slesvig-Holsten en del af den britiske besættelseszone, dog blev en lille del af området øst for Ratzeburg tildelt Mecklenburg i den sovjetiske besættelseszone. Den britisk besatte sektor blev til den nye delstat Slesvig-Holsten i 1949.

## Politisk udvikling 1864 - 1920
Efter 1864 blev Slesvig i første omgang forvaltet af Preussen, mens Holsten blev forvaltet af Østrig. Efter Preussens sejr i den Preussisk-østrigske krig i 1866 overtog Preussen ved freden i Prag den 23. august 1866 herredømmet i hele det slesvig-holstenske område. Den 24. december 1866 vedtog det preussiske parlament en lov om Slesvigs og Holstens indlemmelse i Preussen som provinsen Slesvig-Holsten. Loven trådte i kraft den 24. januar 1867, og dermed ophørte hertugdømmet Slesvig med at eksistere som hertugdømme og som statsretlig enhed.
Efter 1864 stod den danske folkedel under stærkt pres. Især skoleundervisningen blev efterhånden mere og mere fortysket. I 1888 blev tysk det eneste undervisningssprog i skolerne i Slesvig (undtagen i religion). Eneste mulighed for at bevare undervisning i dansk var ofte hjemmeundervisning ved hjælp af danske vandrelærere. Lærere og præster skulle dog aflægge troskabsed til den preussiske konge, hvilket førte til edsstriden. Også undervisningens indhold blev nu stærkt tyskpræget. Allerede i 1876 blev tysk eneste tilladte sprog i administrationen . Et middel i fortyskningen var også, at den preussiske stat købte landbrugsjord for at få den på tyske hænder (domænegårde). Samtidig blev mange tyskere hvervet til at bosætte sig i Slesvig. I 1895 blev endelig navnet Sønderjylland forbudt. Fortyskningspolitikken kulminerede i årene 1898 til 1903, hvor overpræsident Ernst Matthias von Köller forsøgte at svække den danske bevægelse bl.a. gennem mødeforbud, masseudvisninger, fængselsstraffe og fratagelse af forældrerettigheder (Köllerpolitikken). Fortyskningspolitikken mødte dog også regional modstand, og der blev dannet danske foreninger, frimenigheder og en Vælgerforening for Nordslesvig. Der opstod danske aviser såsom Dannevirke i Haderslev, Flensborg Avis i Flensborg og Hejmdal i Aabenraa.
Mange dansksindede valgte at emigrere til Nordamerika - ikke mindst på grund af den treårige preussiske værnepligt. Unge mænd skulle stå til rådighed for det preussiske militær i i alt 12 år, hvoraf de tre år var egentlig militærtjeneste. Omkring 60.000 danske slesvigere udvandrede frem til år 1900 . Det kan således påstås, at denne udvandring kan have haft indvirkning på den folkeafstemning, som blev afholdt i 1920. Under 1. verdenskrig deltog mange dansksindede sønderjyder i tysk krigstjeneste, omkring 5.000 døde 

## Befolkningsudviklingen
Befolkningsudviklingen i provinsen var stærkt stigende, fra 1.045.419 i 1871 til 1.621.004 i 1910, en stigning på omkring 55% på 40 år. Til sammenligning var befolkningsudviklingen i Kongeriget Danmark 54% og i Tyskland 50%. Befolkningsudviklingen var dog ikke jævnt fordelt, idet den var faldende i samtlige slesvigske kredse bortset fra Flensborg, Slesvig og Husum med i gennemsnit 2,1% frem til 1885, mens den var voksende i Holsten, bortset fra Oldenborg og Segeberg kredse med i gennemsnit 19,8%. Mens befolkningen i Slesvig kun voksede med 13,2%, voksede den i Holsten med 73,1% frem til 1910. De kredse, der ikke havde tilknytning til storbyer: Ejdersted, Plön og Oldenburg, havde en stadig faldende befolkning.
Befolkningsudviklingen i byerne var ligeledes yderst varierende: mest voksede Kiel med en befolkningsvækst på 773%, mens Neumünster voksede 282%, Flensborg 177%, Altona 156% og Pinneberg 138%. Itzehoe voksede 99%, Sønderborg 81% og Haderslev 58%. Aabenraa voksede kun 26%, Tønder 39%, Rendsburg 39%, Slesvig by 49% fra 1867 til 1910.
| By ↓/År →    | 1867   | 1871   | 1875   | 1880   | 1885    | 1890    | 1895    | 1900    | 1905    | 1910    |
| ------------ | ------ | ------ | ------ | ------ | ------- | ------- | ------- | ------- | ------- | ------- |
| Haderslev    | 8.258  | 8.596  | 8.362  | 8.054  | 7.637   | 8.397   | 8.635   | 9.201   | 9.289   | 13.064  |
| Aabenraa     | 6.155  | 5.933  | 6.176  | 6.215  | 6.069   | 5.361   | 5.564   | 5.952   | 7.023   | 7.769   |
| Sønderborg   | 5.558  | 5.474  | 5.991  | 5.863  | 5.266   | 5.120   | 5.247   | 5.522   | 7.047   | 10.042  |
| Tønder       | 3.452  | 3.370  | 3.440  | 3.637  | 3.516   | 3.852   | 3.785   | 3.969   | 4.244   | 4.807   |
| Flensborg    | 21.999 | 21.321 | 26.474 | 30.956 | 33.313  | 36.894  | 40.840  | 48.922  | 53.771  | 60.922  |
| Slesvig (by) | 13.390 | 13.850 | 14.546 | 15.446 | 15.187  | 15.123  | 17.255  | 17.910  | 19.032  | 19.908  |
| Rendsburg    | 12.460 | 11.521 | 11.972 | 12.776 | 12.154  | 13.195  | 13.723  | 14.757  | 15.577  | 17.314  |
| Kiel         | 24.216 | 31.764 | 37.246 | 43.594 | 51.706  | 69.172  | 85.666  | 107.977 | 163.772 | 211.627 |
| Neumünster   | 9.045  | 8.629  | 10.108 | 11.623 | 13.659  | 17.539  | 22.489  | 27.335  | 31.439  | 34.555  |
| Itzehoe      | 8.336  | 9.109  | 9.776  | 9.850  | 10.772  | 12.481  | 13.903  | 15.649  | 16.195  | 16.547  |
| Pinneberg    | 2.862  | 2.924  | 3.060  | 3.074  | 3.286   | 3.777   | 4.011   | 4.147   | 6.097   | 6.812   |
| Altona       | 67.350 | 74.102 | 84.097 | 91.047 | 104.717 | 143.249 | 148.944 | 161.501 | 168.320 | 172.628 |

Kilde: Nielsen, s. 77

note: Kiels vækst må ses i lyset af store indlemmelser i 1895, 1905 og 1910
Medvirkende til den svage og i længere perioder negative udvikling i Slesvig var, at en betydelig del af den dansksindede befolkning valgte at udvandre i årtierne efter 1864: Omkring 60.000 indbyggere udvandrede fra Nordslesvig. I Sydslesvig og Holsten var befolkningsvandringerne mest udtryk for en vandring fra land til by. Det nationale sindelags betydning for vandringerne er belyst ved stikprøver fra to nordslesvigske sogne: af det dansksindede sogn Mjoldens indbyggere flyttede ca. 10% til Danmark, 25% vandrede oversøisk og kun 1% til Sydslesvig, Holsten eller resten af Tyskland, men af det tysksindede sogn Ubjergs indbyggere flyttede 6% til Danmark, 17% vandrede oversøisk og 20% til Sydslesvig, Holsten eller Tyskland. Af andre særlige forhold, som påvirkede byudviklingen, kan nævnes, at Sønderborg fik udvidet sin garnison i 1907 fra 500 mand til 2000 mand, at 2. bataljon af slesvigske infanteriregiment 84 med 568 personer flyttede fra Aabenraa til Haderslev, at stigningen i Aabenraas indbyggertal fra 1900 til 1905 fortrinsvis skyldtes indlemmelse af Kolstrup, og at stigningen i Haderslev i 1910 skyldtes indlemmelse af Gammel Haderslev, Ladegård I og Sønder Otting.

## Industrialiseringen
Den preussiske magtovertagelse fandt sted på samme tid, hvor den moderne industrialisering for alvor slog igennem. Både opgjort efter antallet af virksomheder og efter antallet af sysselsatte skete der en kraftig vækst i anden halvdel af 1800-tallet: antallet af industrier voksede fra 214 i 1876 til 952 i år 1900 og antallet af sysselsatte i industrien voksede fra 12.698 i 1876 til 47.552 i år 1900. Geografisk var der imidlertid klare forskelle. Således voksede antallet af industrier fra 1876 til 1900 i Altona fra 33 til 185, i Pinneberg fra 40 til 139, i Stormarn fra 9 til 79, i Kiel by fra 7 til 77, i Kiel land fra 21 til 76, i Steinburg fra 22 til 70. Det vil sige, at der skete en vis koncentration i områderne nærmest Hamborg og i Holsten bortset fra Segeberg og Oldenborg, det vil sige det centrale og nordøstlige område. Mindre stærk var koncentrationen i Lauenburg og det østlige Slesvig (især byerne), således voksede antallet fra 1 til 45 i Lauenborg, fra 13 til 43 i Flensborg by, fra 15 til 40 i Slesvig, fra 9 til 38 i Sønderborg, fra 3 til 33 i Rendsburg, fra 2 til 31 i Plön, fra 6 til 20 i Sønderditmarsken, fra 11 til 19 i Aabenraa, og fra 4 til 19 i Haderslev. Svagest var udviklingen i det vestlige og sydlige Slesvig, fra 2 til 6 i Egernførde, fra 4 til 6 i Norderditmarsken, udforandret 5 i Tønder, fra 1 til 5 i Husum, fra 0 til 5 i Ejdersted og uforandret 1 i Flensborg land. Sysselsætningen afspejlede i det store og hele fordelingen af virksomhederne.

## Infrastrukturen
Allerede i den danske tid før 1864 var der sket etablering af både et vejnet af chausseer (landeveje) og jernbaner til støtte for den indre udvikling. Disse havde, især i Holsten, især rettet sig mod Hamborg, mens der i Sønderjylland i højere grad var satset på en tværgående trafik med henblik på eksporten til England. Disse transportsystemer blev videreudbyggede efter den preussiske magtovertagelse, og det kunne ikke undgås, at de bidrog til at gøre Hamborg til hovedcenter for hele provinsens transportsystem til trods for, at Hamborg teknisk set lå uden for provinsen.
Også havne og kanalanlæg blev udbyggede. Størst betydning fik Nord-Ostsee-Kanalen, der blev færdig i 1895, og som de facto var en afløser for Ejderkanalen. Ligeledes spillede udbygningen af Elben-Trave-kanalen, der blev færdig ved århundredeskiftet, en stor rolle for skibstrafikkens betydning. I havnetrafikken tiltog Hamborg og Lübeck i betydning, til dels også Kiel og Flensborg. Specielt var det, at også Rendsburg i kraft af Nord-Ostsee-Kanalen fik en voksende godstrafik via havnen.

## Overpræsidenter 1867-1946
Overpræsidenterne var ledere af den preussiske administration i provinsen Slesvig-Holsten.
Regeringsdistriktet blev derimod ledet af regeringspræsidenter. Slesvig-Holsten var den eneste provins, der ikke var delt i flere regeringsdistrikter.
- 1867–1879 Carl Theodor August Scheel-Plessen
- 1879–1880 Karl Heinrich von Boetticher
- 1880–1896 Georg Franz Maximilian Steinmann
- 1897–1901 Ernst Matthias von Köller
- 1901–1906 Adolf Wilhelm Kurt Freiherr von Wilmowsky
- 1906–1907 Kurt Ludwig Karl von Dewitz
- 1907–1914 Detlev Wilhelm Theodor von Bülow
- 1914–1918 Friedrich Ludwig Elisa von Moltke
- 1919–1932 Heinrich Kürbis, SPD
- 1932–1933 Heinrich Thon
- 1933–1945 Hinrich Lohse, NSDAP
- 1945 Otto Hoevermann (midlertidig)
- 1945–1946 Theodor Steltzer, CDU

## Britiske guvernører 1945-1949
I 1945-1946 havde guvernørerne titel som Regional Commissioner. Derefter blev titlen Land Commissioner. De britiske guvernører residerede på godset Altenhof (dansk Celmerstorp) ved Egernførde. Deres embedskontor lå i Somerset-Haus i Kiel.
- 1945-1946: Sir Evelyn Barker (1894–1983), soldat 1913-1950, øverstkommanderende for de britiske tropper i Palæstina i 1946-1947
- 1946-1948: Sir Hugh Vivian Champion de Crespigny (1897 – 1969), tilsluttede sig Royal Flying Corps i 1915, øverstkommanderende for AHQ Iraq (Royal Air Force i Irak og Persien) 1942-1943, britisk konsul i Kiel indtil 1956, var afvisende over for det danske mindretal i Sydslesvig, kandidat for Labour i 1945
- 1948-1949: William Asbury, tidligere Regional Commissioner for Rhinen og Ruhr.